# Gilgamesh (película)
Gilgamesh es una película de animación argentina cuyo estreno fue en 2023, dirigida por Tomás Lipgot y financiada por Epic Games. Se basa en el héroe Gilgamesh, de la antigua religión mesopotámica.

## Sinopsis
Gilgamesh se embarca en la búsqueda de la inmortalidad mientras lidia con su rivalidad y amistad con Enkídu.

## Cast
- TBA como Gilgamesh
- TBA como Enkidu

## Producción
El tráiler se lanzó a mediados de 2020. Deadline Hollywood anunció el proyecto en enero de 2021. Está financiado por el programa Epic Mega Gants y tendrá una versión en español e inglés. Epic MegaGrants fondos en proyectos que "impulsan la creatividad y hacen avanzar la tecnología en la comunidad de gráficos 3D a través de juegos, medios de inmersión, visualizaciones, producción, educación y mucho más". La participación en el programa MegaGrants no representa una inversión de Epic Games.
La película utilizará la tecnología Unreal Engine. Epic Games invirtió 100 millones de dólares en el proyecto. Anteriormente hubo una adaptación cinematográfica de Gilgamesh en 2011.
El guion se escribió con unas 4 y 5 versiones del poema y la investigación requirió varios libros sobre Gilgamesh. Julio Brugos, experto en historia sumeria, trabajó con el equipo de preproducción. La película utiliza tecnología de captura de movimiento.
Los personajes fueron realizados por "Hookup Animation" y, según el director: "Utilizamos pruebas históricas y, desde el principio, nuestro interés era ir más allá de la estética de Disney para los personajes." El proyecto ha sido declarado de "interés cultural" por la Secretaría de Cultura de la Nación Argentina.